# Dägeling
Dägeling er en by og kommune i det nordlige Tyskland, beliggende i Amt Krempermarsch i den sydlige del af Kreis Steinburg. Kreis Steinburg ligger i sydvestlige del af tyske delstaten Slesvig-Holsten.

## Geografi
Dägeling ligger fem kilometer syd for landkreisens administrationsby Itzehoe ved motorvejen A23 mellem Itzehoe og Elmshorn.